# Mirosław Guzowski
Mirosław Guzowski (ur. 11 września 1959) – polski aktor teatralny, filmowy i dubbingowy.

## Życiorys
W 1982 ukończył studia na PWST w Warszawie. Grał w Teatrze Dramatycznym w Warszawie. Od 2002 w Teatrze Współczesnym w Szczecinie. Od września 2008 gra w Teatrze Polskim w Bydgoszczy.

## Filmografia

### Filmy
- 2003: Show – brat Beatki
- 2002: E=mc² – aktor w przedstawieniu teatralnym
- 1999: Wrota Europy – Nehrebecki
- 1999: Pierwszy milion
- 1992: Nocne ptaki – Konstanty, szofer Kisieleckiego
- 1981: Przypadki Piotra S.

### Seriale
- 2013: Ojciec Mateusz – Jakub Zieliński (odc. 128)
- 2012: Lekarze – mecenas Sewestynowicz (odc. 10)
- 2012: Prawo Agaty – doktor Borecki (odc. 23 i 24)
- 2012: Barwy szczęścia – Przemysław Pawlikowski, kontroler z „Sanepidu”
- 2012: Krew z krwi – Andrzej Rota w retrospekcjach (odc. 2)
- 2011: Plebania – podpity gość
- 2006: Na dobre i na złe – Wiesław Niechaj, wnuk Niechaja
- 2004: Talki z resztą – redaktor
- 2003–2005: Czego się boją faceci, czyli seks w mniejszym mieście – akwizytor
- 2002–2010: Samo życie – Krzysztof, dziennikarz działu sportowego w redakcji gazety „Samo Życie”
- 2001: Rodzina zastępcza – Turek
- 2000: 13 posterunek 2
- 1999: Pierwszy milion
- 1997–2013: Klan – reżyser prowadzący casting do głównej roli w przedstawieniu teatralnym pt. „Daleko od światła” o osobie z zespołem Downa, w którym udział brał m.in. Maciek Lubicz
- 1996: Dom
- 1995: Sukces – importer telewizorów
- 1988–1991: Pogranicze w ogniu – podwładny Voraczka, uczestnik „kotła” w mieszkaniu Ewy

## Spektakl telewizyjny
- 1995: Kobiety u grobu
- 1993: Friedeman Puntingam albo sztuka zapominania – Goschek
- 1993: Zjazd rodzinny – Downing, szofer
- 1990: Pułapka – oprawca
- 1989: Kwartet
- 1988: Rachunek błędów – Stelmaszyk

## Dubbing
- 2023: ACME Aprilis – Prosiak Porky (odc. 3)
- 2020: Zwariowane melodie: Kreskówki – Prosiak Porky
- 2012: Przygody Sary Jane – Dziesiąty Doktor
- 2010: The Looney Tunes Show – prosiak Porky
- 2009: Małe królestwo Bena i Holly
- 2008–2010: Ben 10: Obca potęga – burmistrz Coleman
- 2008: Batman: Odważni i bezwzględni –
  - Red Hood,
  - Joker
- 2007: Sushi Pack – Oktopus
- 2006: Kudłaty i Scooby Doo na tropie – Mistrz Kuchni, Sukihari (odc. 7)
- 2005: Robotboy – Doktor Kamikadze
- 2004–2008: Batman –
  - Joker,
  - Hideo Katsu (odc. 6)
- 2004–2006: Liga Sprawiedliwych bez granic – Metallo
- 2004: Lucky Luke
- 2001–2007: Mroczne przygody Billy’ego i Mandy –
  - Sperg,
  - Drakula (odc. Dom starców),
  - Kręgiel (odc. Odcinek co nie ma śmiałości się zatytułować),
  - Smark (odc. Konflikt mętnych interesów),
  - Larry (odc. Panuj nad gniewem)
- 2001–2003: Zło w potrawce – Szramobot (odc. Dzień Grozobota)
- 2001: Power Rangers Time Force –
  - Dr Louis Ferricks/Frax,
  - Dr LaVoy,
  - Dr Zaskin,
  - Ryan Mitchell
- 1998–2004: Atomówki
- 1997–1998: Przygody Olivera Twista
- 1997: Świat królika Piotrusia i jego przyjaciół
- 1997: Kapitan Pazur – La Rauxe
- 1996–1997: Incredible Hulk – James Rhodes/War Machine (odc. 4)
- 1993–1997: Wesoły świat Richarda Scarry’ego
- 1992–1994: Mała Syrenka –
  - Ojciec Toma,
  - Ryba
- 1991: Bola i Mada – Mada Foka
- 1990: Filiputki
- 1988: Scooby Doo: Szkoła upiorów
- 1987–1990: Kacze opowieści (nowa wersja dubbingu) –
  - lektor (odc. 22),
  - Bubba,
  - Baluba jeden z Braci Be
- 1987: Scooby Doo i bracia Boo
- 1985–1988: M.A.S.K. – Pazur
- 1985: 13 demonów Scooby Doo
- 1981: Lis i Pies – Jeżozwierz
- 1980: Figle z Flintstonami
- 1972–1973: Nowy Scooby Doo
- 1960–1966: Flintstonowie